# Srebro sulfat
Srebro sulfat je jonsko jedinjenje srebra koje se koristi za pravljenje srebrnih prevlaka i kao zamena za srebro nitrat. Ovaj sulfat je stabilan pod normalnim uslovima, osim što potamni nakon izlaganja vazduhu i svetlu. On je minimalno rastvoran u vodi.

## Priprema
Silver sulfat se priprema dodavanjem sumporne kiseline u rastvor srebro nitrata:
Talog se zatim ispira toplom vodom.

## Srebro(II) sulfat
Sinteza srebro(II) sulfat (4) sa dvovalentnim jonom srebra je prvi put bila objavljena 2010. Ona je formirana reakcijom sumporne kiseline i srebro(II) fluorida, pri čemu se oslobađa . On je crna čvrsta materija koja se egzotermno razlaže na 120 ° formirajući kiseonik i pirosulfat.

## Spoljašnje veze
- za srebro sulfat